# Idaea rufularia
Idaea rufularia là một loài bướm đêm trong họ Geometridae.